# Sebastian Freudensprung
Sebastian Freudensprung (* 14. Januar 1796 in Straubing; † 14. Juli 1866 ebenda) war ein bayerischer katholischer Geistlicher und Historiker.

## Werdegang
Freudensprung war Sohn des gleichnamigen Straubinger Chorregenten. Nach dem Abitur am (heutigen) Wilhelmsgymnasium München absolvierte er ab 1812 am angeschlossenen Lyzeum das obligatorische Grundstudium (= Philosophie) und studierte ab 1814 Jura und Theologie an der Universität Landshut. Am 6. September 1818 wurde er zum Priester geweiht.
Nach der Priesterweihe wurde er 1818 Oberprogymnasiallehrer in München. Später wirkte er als Professor an Gymnasien in Würzburg, Neuburg an der Donau und München. Von 1834 bis 1837 war er am Lyzeum in Freising tätig. Ab 1838 war er Rektor des Lyzeums in Freising. 1849 gehörte er als Abgeordneter der Kammer der Abgeordneten des Bayerischen Landtags an. Freudensprung veröffentlichte 1856 eine Geschichte des Königreiches Bayern.